# 莫桑比克
莫桑比克共和国（葡萄牙語：República de Moçambique，葡萄牙語發音：[ʁɛˈpuβlikɐ ðɨ musɐ̃ˈbikɨ]），舊譯作莫三鼻給，現通稱莫三比克，位於非洲東部，临印度洋，隔莫桑比克海峡与马达加斯加相望，以葡萄牙语作為官方語言，1975年脫離葡萄牙殖民地身分而獨立。2017年普查人口為28,861,863人（初步數字）。作為與英國並無憲制關係的國家，因其20世紀80至90年代支持廢除南非種族隔離政策的立場，以及與英聯邦國家的貿易關係，在1995年以特殊例子加入英聯邦。莫桑比克經濟低落，是联合国宣布的世界最低度開發國家和重债穷国。

## 語源
莫三比克（Moçambique）由葡萄牙人取名自莫三比克島，該詞源自於阿拉伯語姓名Mussa Bin Bique（موسى بن بيك），他是一名統治該島的富有穆斯林商人。莫三比克島的城鎮聚落是葡萄牙殖民時期的活動基地。

## 歷史

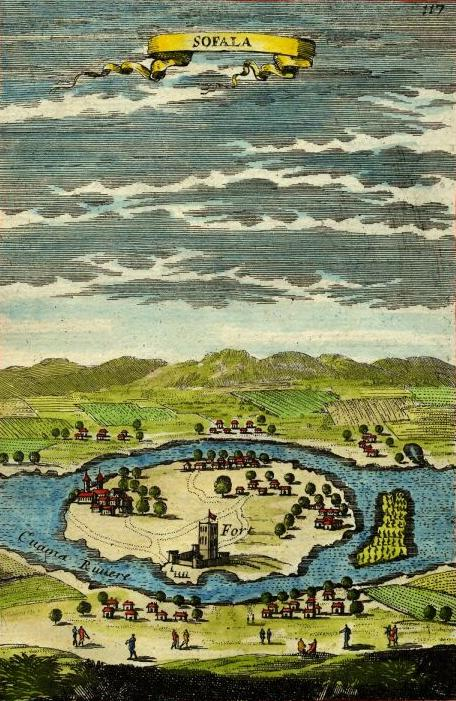
索法拉地圖（1683年）

莫桑比克位于非洲东南部，郑和下西洋时最远曾达莫桑比克的贝拉港。1498年3月，葡萄牙航海家達伽馬率領船隊到达莫桑比克，當時莫桑比克北部已经有阿拉伯的貿易站和奴隶贸易者在沿海一帶活动。自1505年開始，莫桑比克开始成為葡萄牙的殖民地，称葡属东非，这使得葡萄牙成为最早染指东非的欧洲国家。在此后300多年的时间里，葡萄牙政府在莫桑比克沿海興建了許多貿易站和堡壘，並且使它成為非洲東岸航行船隻經常停泊的港口。葡萄牙的商人、傳教士和探險家更深入內地。到了十九世紀初期，當地的奴隸制度才被廢止。
第二次世界大战后，社会主义、共产主义、民族主义、反殖民主义等思潮逐渐在全世界传播，非洲老牌殖民帝国开始分崩离析，非洲各殖民地纷纷独立，莫桑比克也受到影响。1950-1970年间，莫桑比克周围的坦桑尼亚、赞比亚、马拉维、马达加斯加等国获得独立，莫桑比克的民族主义也开始觉醒。但是葡萄牙的萨拉查政府继续奉行殖民主义，拒绝其殖民地独立，因此爆發了為期15年的叢林游擊戰爭，这场战争也是葡萄牙殖民地战争的一部分。莫桑比克解放陣線在萨莫拉·马谢尔的領導下，和葡萄牙軍隊展開了武裝鬥爭。到了1971年，莫桑比克解放陣線游擊隊在蘇聯的武器援助下控制了境內廣大的鄉村地帶，全境四分之一的土地都落入游擊隊的掌握中。
1973年，葡萄牙政府的财政在战争和禁运的影响下负债累累，入不敷出，这导致莫桑比克的局勢更加混亂，游擊隊的勢力也更加壯大，士氣低落且缺乏资金和装备的葡萄牙軍隊被迫從北方的叢林中退守到有數的幾個城市里。殖民地战争带来的债务和国际压力迫使葡萄牙政府和莫桑比克解放陣線展開談判，準備放手讓莫桑比克獨立。同年9月8日19時，葡萄牙外交部長馬里奧蘇爾斯和莫桑比克解放陣線领导人馬奇，在尚比亞首都卢萨卡進行會談，雙方簽署協定立即停戰，葡萄牙允許莫桑比克解放陣線領導組織黑人臨時政府，並且在9個月內完全獨立。1974年葡萄牙康乃馨革命后，新政府宣布放弃殖民地和殖民主义，莫桑比克的独立成为既成事实。
1975年6月25日，莫桑比克正式宣佈脫離葡萄牙獨立，成立莫桑比克人民共和国，奉行社会主义，升起了綠、白、黑、黃、紅五色以及锄头，上了刺刀的AK-47步槍，圖書组成的莫桑比克國旗，象征农民、军人、知识分子。
1976年，因反对派莫桑比克民族抵抗运动反对莫桑比克解放阵线一党专制，爆发内战。
1990年12月1日，受苏东剧变影响，莫桑比克人民共和国改国号为莫桑比克共和国，放弃社会主义。
1992年，内战结束，莫桑比克开始实行多党民主制。

### 反恐战争
从2017年10月5日开始，莫桑比克德尔加杜角省北部地区遭到与索马里青年党有关联的武装分子袭击，更一度占领了滨海莫辛布瓦港口两天和周边小镇。同时武装分子与伊斯兰国集团建立了非正式的联系，接受来自国外圣战分子的训练和进行军事和宗教研究。从那以后，战争迅速扩大，莫桑比克政府与青年党展开激战，但未能夺回被占领的领土，滨海莫辛布瓦港口更两度被青年党和伊斯兰国占领。
2020年8月12日，伊斯兰国武装分子攻占滨海莫辛布瓦港口，尽管战斗激烈，但政府军并未完全撤离当地。9月，伊斯兰国武装分子攻击莫辛布瓦邻近岛屿瓦米兹岛（Vamiziisland）和梅坤戈岛（Mecungoisland），将滨海别墅、饭店全部夷为平地。莫桑比克政府也失去了对三个沿海地区的控制，至少有1500人被杀，25万人逃离家园。

## 自然地理

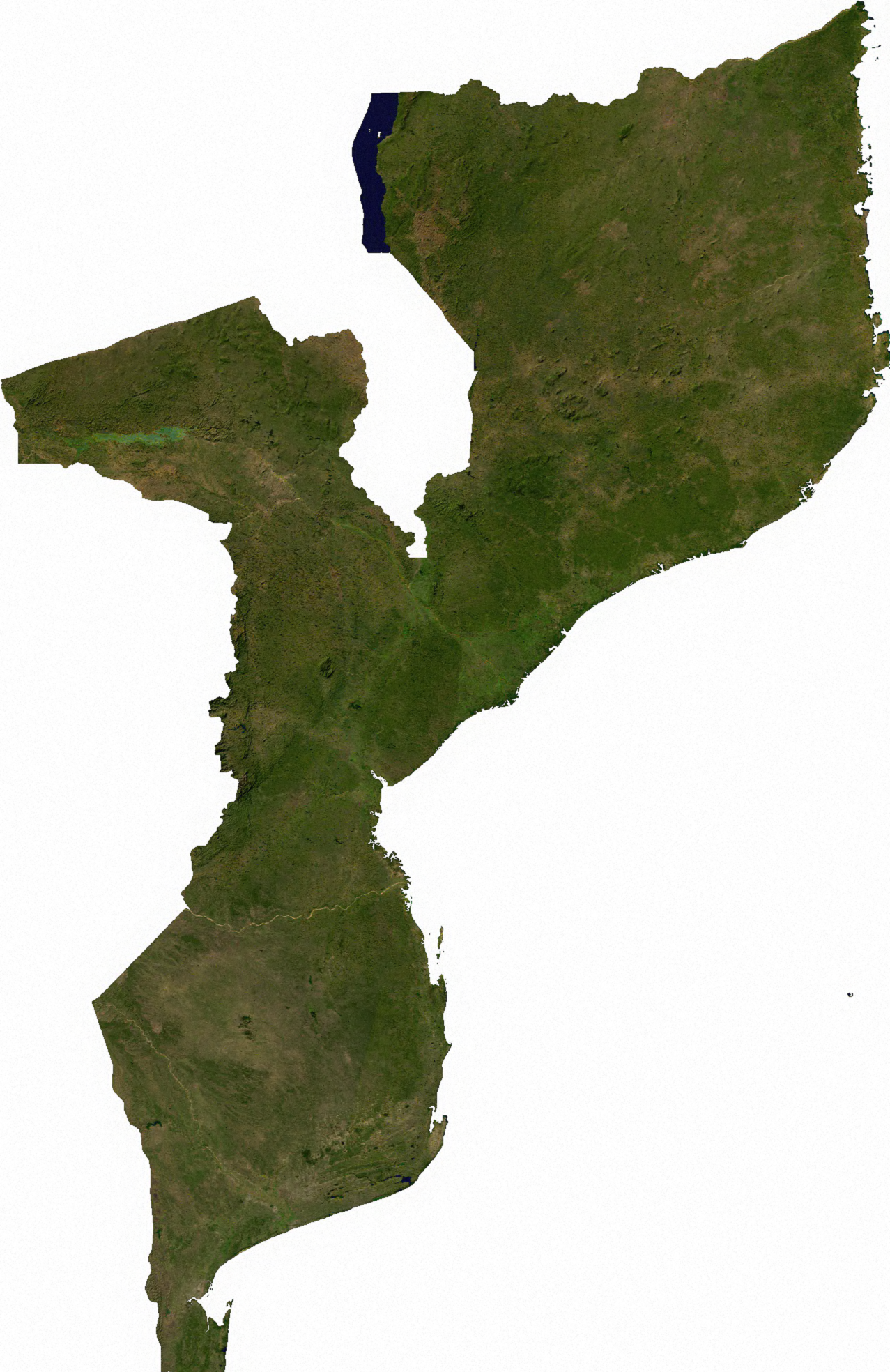
莫桑比克衛星圖

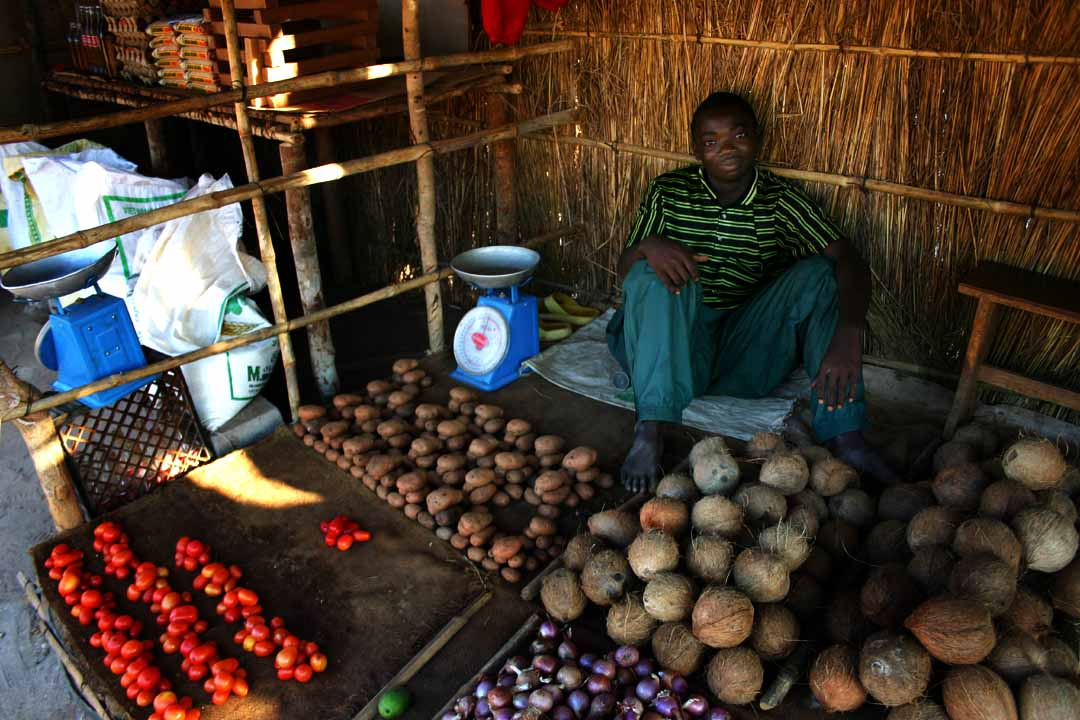
當地攤販

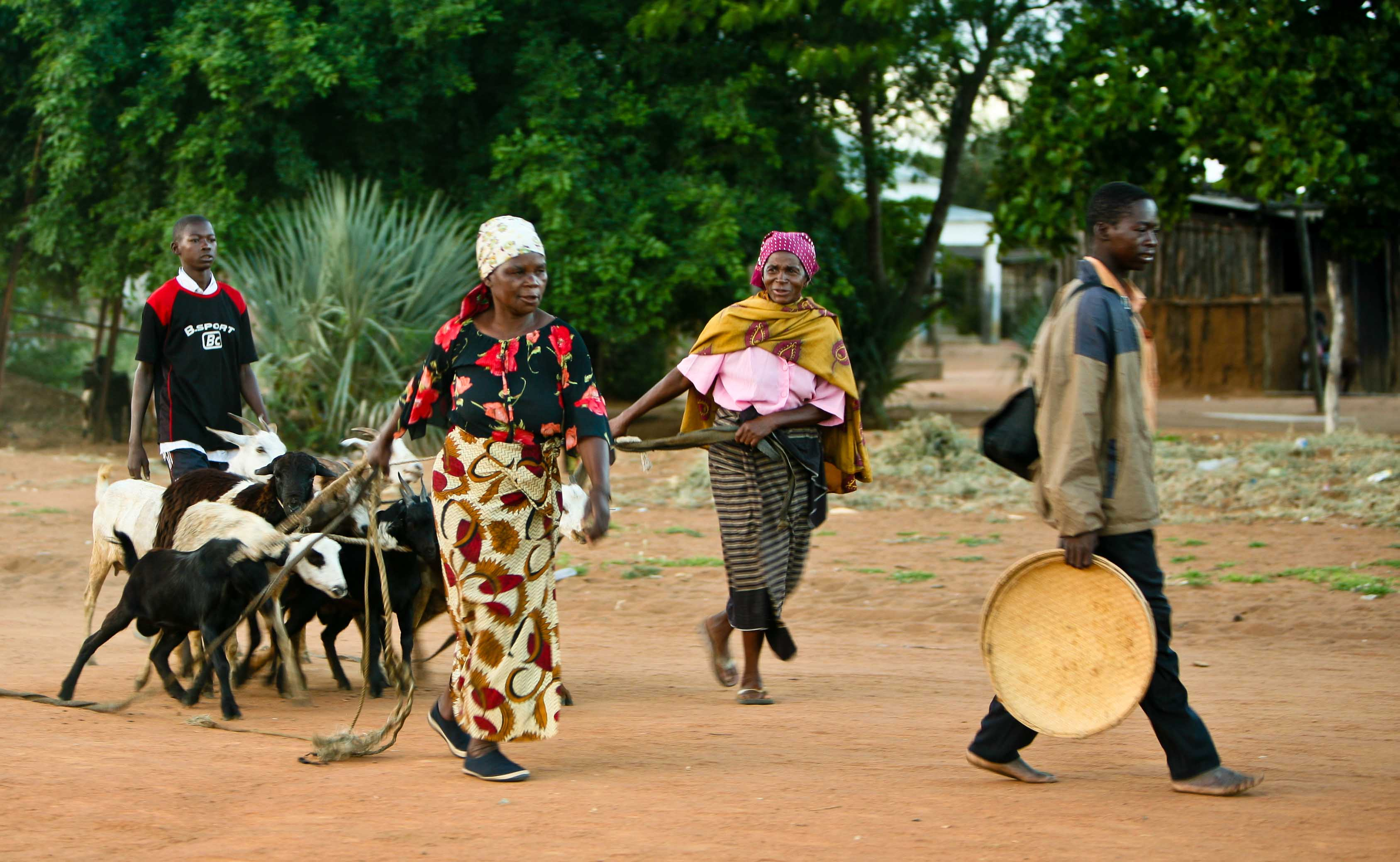
農村地區

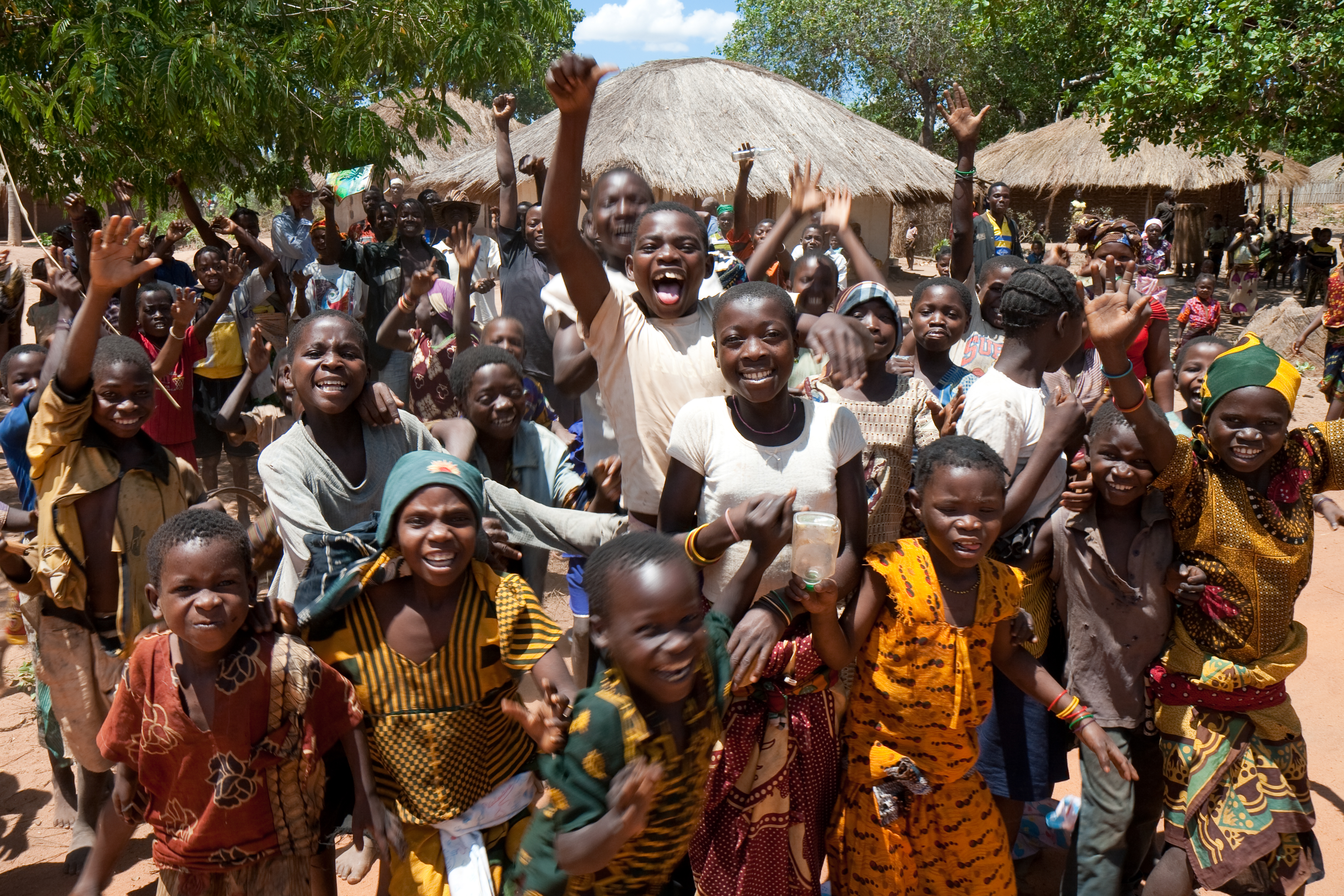
Nivali村

莫桑比克地势大致自西北向东南倾斜，赞比西河斜贯中部入海，河以北主要是高原，一般海拔500-1500米，沿岸平原较窄，以南主要是平原，最宽处约300公里，滨海多沼泽、沙洲和红树林。
莫桑比克属热带草原气候和热带季风气候，年降水量600-1200毫米以上。多河流，森林约占领土的四分之一。

### 位置
莫桑比克的地理位置，是在非洲的東南岸，東臨莫桑比克海峽與印度洋的島國馬達加斯加隔海相望，北界坦尚尼亞，西鄰馬拉威、尚比亞和辛巴威等，西南和南非及史瓦帝尼毗連，全國總面積799,380平方公里，海岸線長2470公里。

### 水系及地形
這個國家地跨三比西河下游，南部有平原，東部沿海一帶為狹窄的平原，西北部為高原。北部地勢高亢，好像樓梯，一級又一級地向海岸方向下降；並且有很多森林。沿海一帶海岸曲折，有很多良港。境內最大的河流有赞比西河和魯伏馬河。

### 氣候
南回歸線在南部通過，因此莫桑比克的氣候，北部屬熱帶。南部是副熱帶，所以境內氣候炎熱潮濕，全年平均氣溫為攝氏19.4（華氏67度）。這個國家年分乾濕兩季，乾季比較短，為每年四月至八月；濕季很長，為每年九月到次年五月。因此雨水豐富，幾乎常年都會下雨，年雨量約500公釐到1000公釐。中部三比西河下游沿岸雨量最多，年雨量差不多有1000公釐到1500公釐。

### 地理區
莫桑比克在地形上約可分為三區：

#### 北部高原
南緯17度以北均屬此區，高原高度自西向東傾降，漸至海濱。只有兩塊山地最高。一為馬拉威高地，濱尼亞沙湖東岸，一為奈莫利高地（Namuli Highlands），高有2,400公尺，位在南緯15度附近。本區高地上的雨量在1000公釐以上，奈莫利山區可達1500公釐，但較低谷地只有900公釐左右。年雨量分布不勻，變率頗大，但仍不失為重要的農業區，由於本區人口密度不大，土人尚可實行游耕
，經常有一部分土地休耕，主要農產品為木薯及稻米，愈向內陸，玉米越多。经济作物有棉花及茶葉。

#### 沿海平原
南緯17度以南，沿海低地區均屬之，莫桑比克多沼澤及沙丘，平原北部雨量多，在1000公釐左右，南回歸線上下雨量最少，只有300~400公釐，本區的糧食作物以玉米及稻米二者最重要，甘蔗則為本區主要的經濟作物。由於栽種稻米及甘蔗均需灌溉水源，故本區正積極規劃大範圍的灌溉計畫，利用林坡坡河水在河口以上110公里處的基雅，興建水庫蓄水，業於1952年完成，可灌白八萬畝。種植小麥、稻米、小米、紫花苜蓿、棉花及甘蔗等；另一計劃擬利用盧倫索馬奎港以北的英可麥提河的河水，修築水庫。預計可灌田24萬畝。三比西河在入海處分成七支分流，注入莫桑比克海峽，形成一片廣約6500平方公里的三角洲，洲上人民以稻米為主全，每年四月來自中上游的洪水混合春潮，可將整個三角洲淹沒約5、6日之久，故洲上房屋均為高架屋，每年此時，洲上居民將牲畜家禽均搬至高架屋中，以躲避此一年一度的洪水氾濫。

#### 赞比西河谷及兩側高地
塞那（Sena）以西為赞比西河的內陸谷地，河道大致作東西向，河谷年雨量600~700公厘，兩岸年有洪水氾濫及嗤嗤蠅騷擾，居民不多。河谷北側的高原無嗤嗤蠅的困擾，雨量亦豐，可達1000公釐，為班圖人主要放牧區，稱為安古尼亞高原。赞比西河南方的高地為辛巴威高地的一部分，稱為曼尼卡台地，和莫桑比克低地之間有大陡崖，可達2400公尺，高地氣候濕涼，栽種玉米及菸草。

## 政治
全国有20多个合法政党。莫桑比克解放阵线党是执政党，莫桑比克全国抵抗运动是第二大党，主要反对党。其他较有影响的政党还有莫桑比克民主运动党（MDM）、和平、民主与发展党（PDD）、民主联盟（UD）和工党（PT）。

## 經濟

### 出口貿易
在出口貿易方面，2009年輸出總值約為19.65億美元，主要輸出品有鋁、大蝦、腰果、棉花、糖、柑橘、木材、電力設備等，主要輸出國為荷蘭、南非及辛巴威。

### 進口貿易
在進口貿易方面，2009年輸入總值約為30.96億美元，主要輸入品有機械及設備、車輛、燃料、化學品、金屬製品、食品、紡織品等。主要輸入國是南非、荷蘭及中國

### 農業

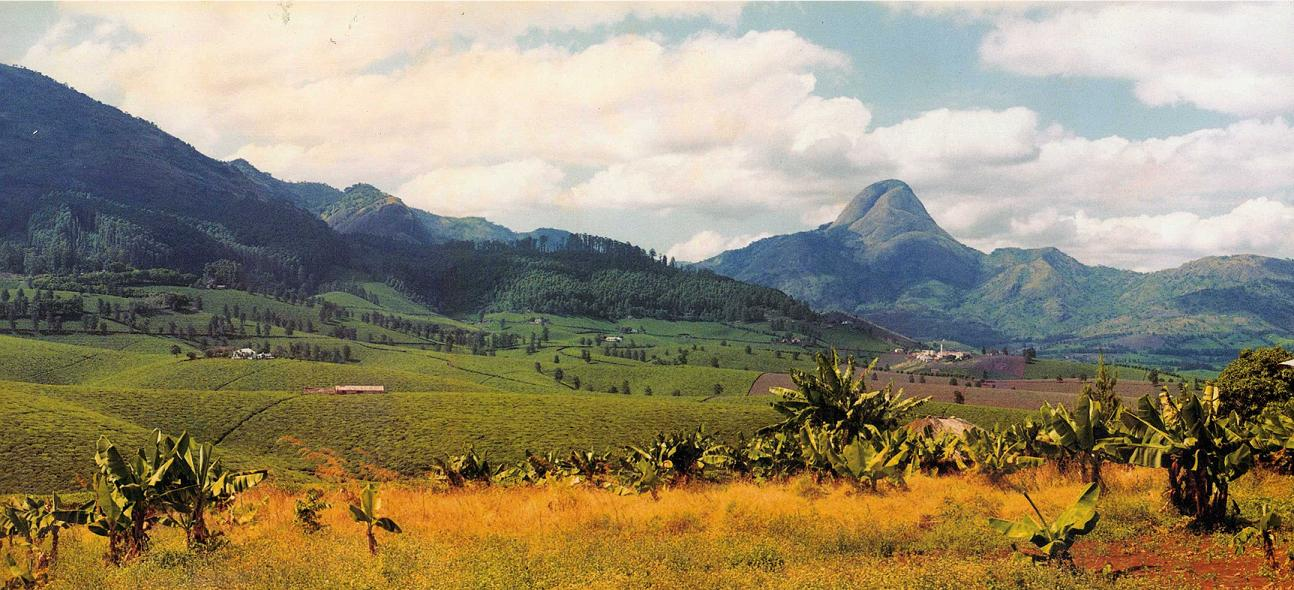
古魯埃茶園

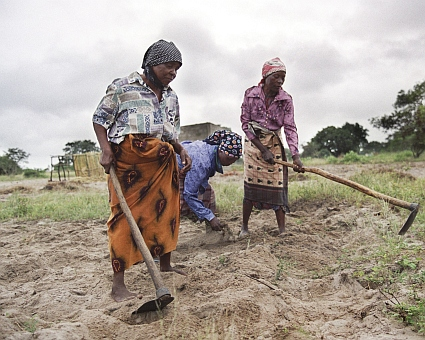
莫桑比克婦女從事單農作

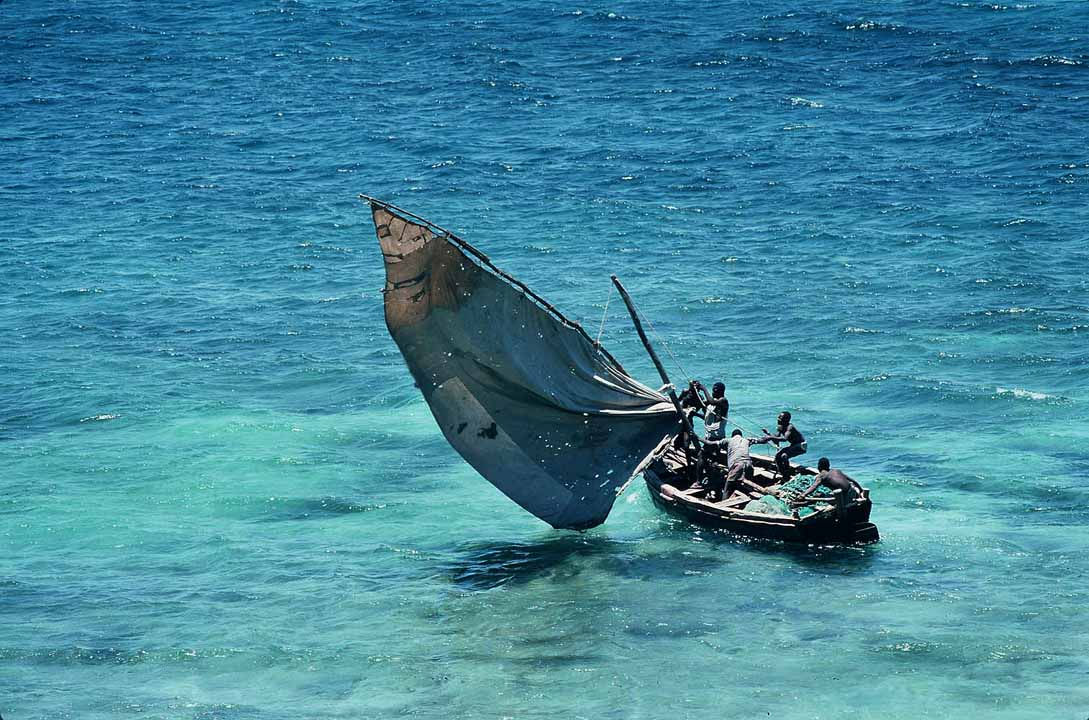
海岸近海漁業

這個國家為聯合國宣布的重債窮國，人均GDP是$414美元，為世上最貧困的國家之一，該國境內平原很多，土壤肥沃，雨量充足，很多土地都可以用作農耕，可是大部份土地都還沒有開發。境內農業發達，但是農耕技術卻十分古老。主要農產品有甘蔗、棉花、麻、椰子、玉蜀黍、腰果、小麥、花生、馬鈴薯、豆類、蘆粟、棕櫚油、咖啡、菸葉、香蕉、柑橘、水果和蔬菜等，國內大部份人民都是以農為業。
在莫桑比克的北部，有一片大森林。國內森林面積佔全國總面積50%，因此林產資源豐富，但是還沒有大量開發。

### 畜牧業
莫桑比克森林裡有許多野獸，尤其是以象群為最多，所以盛產象牙。畜牧業是莫桑比克農家的副業，一般農家都養有牛、羊、馬、騾、驢、豬等牲畜和雞鴨等家禽。

### 漁業
漁業非常發達，但是捕魚設備簡陋，機動漁船不多，缺乏遠洋漁業，所有捕漁作業，都限於沿海一帶和一片內陸河流。魚獲量可以自給自足，並有少數可供外銷。全年魚獲量43751公噸。

### 礦業
這個國家礦產也十分豐富，主要礦藏有金、石墨、鋁土、煤、鐵、石棉、雲母、鋯、鈷、銅、鉛、鉭、汞、鉍、石英和綠柱玉等，其中煤蕴藏量超过320亿吨，钛600多万吨，钽矿储量居世界首位，约750万吨，天然气储量5.5万亿立方米。但很少開發。

### 工業
工業還在起步階段，國內設有棉花、茶葉、菸酒、麻、鋸木、飲料、紡織、化學、製鞋、製袋、橡膠、金屬傢俱、發電、煉油、製糖、食品加工、成衣、五金、電器用品、建材、交通零件、小型造船。肥料和水泥等工廠。

### 金融業
全国共有19家商业银行，大部分为葡资参股银行，主要有千禧（莫桑比克）银行、阿巴萨银行（原巴克莱（莫桑比克）银行）、标准银行、贸易和投资银行、国际贸易银行等。共有5家保险公司，主要有莫桑比克保险公司、忠诚保险（Fidelidade）等

## 行政區劃

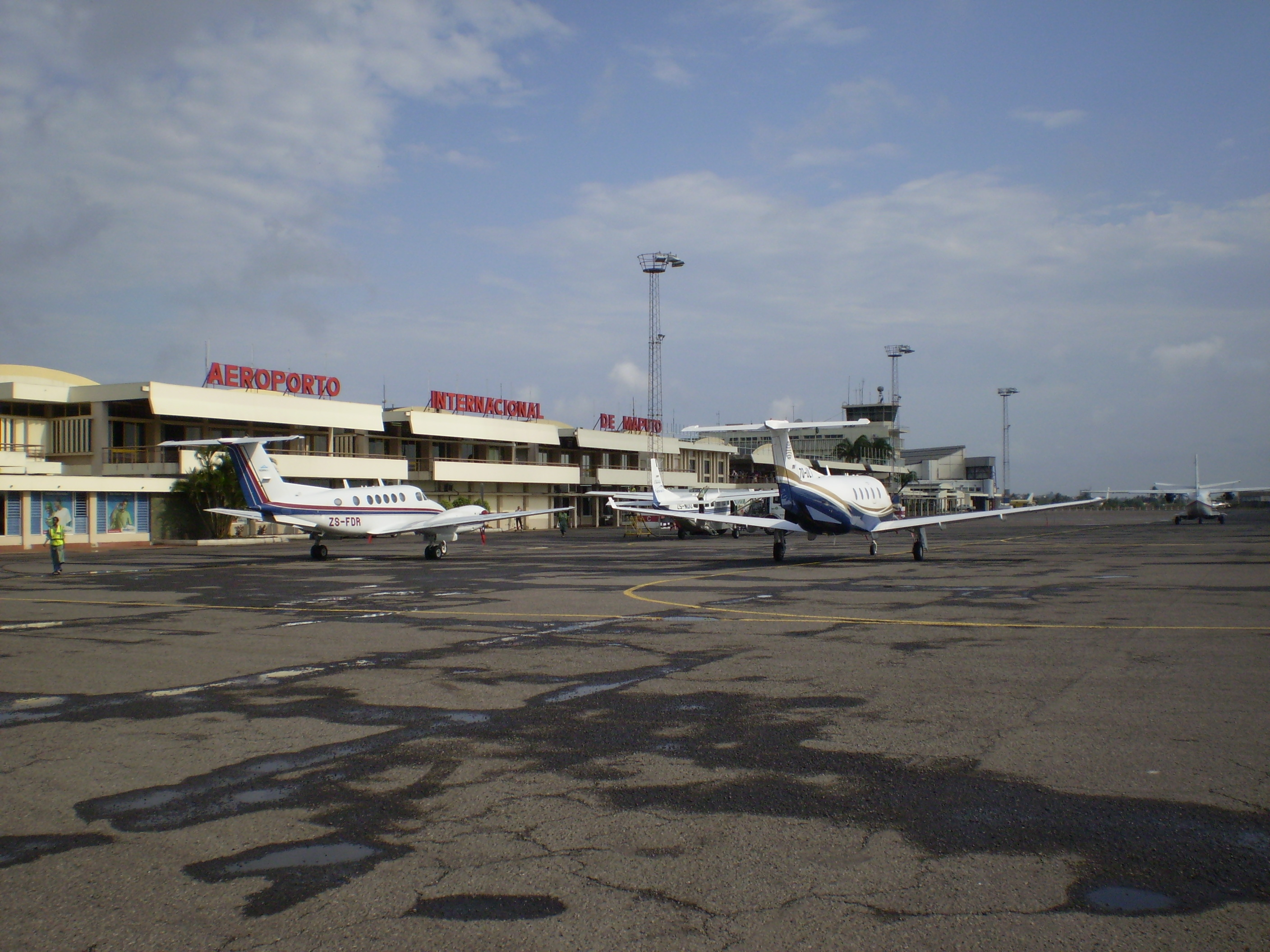
馬布多國際機場

莫桑比克下辖1个直辖市10个省。
直辖市：
- 馬普托市

省：
- 德爾加杜角省
- 加扎省
- 伊尼揚巴內省
- 馬尼卡省
- 馬普托省
- 楠普拉省
- 尼亞薩省
- 索法拉省
- 太特省
- 贊比西亞省

## 重要城镇
| - 彭巴（Pemba） - 利欣加（Lichinga） - 夸姆巴（Cuamba） - 莫桑比克市（Mozambique） - 楠普拉（Nampula） - 安戈謝（Angoche） - 克利馬內（Quelimane） - 塞纳镇（Vila de Sena） | - 太特（Tete） - 宗博（Zumbo） - 贝拉（Beira） - 新曼博內（Nova Mambone） - 伊尼扬巴內（Inhambane） - 赛赛（Xai Xai） - 马普托（Maputo，首都） |

## 交通
境內交通方便，陸上交通有四通八達的公路和鐵路。鐵路全長4787公里，主要由莫三比克港務鐵路公司經營，可以和南非共和國、史瓦濟蘭、辛巴威和馬拉威等地鐵路相接。公路全長30,400公里，其中五分之二是柏油路面，五分之三是大級路面。航空交通有國營的莫三比克航空和一些外國航空公司的民航班機，營運國內外航線最為發達，機場有馬普托國際機場及欽戈茲伊機場。這裡良好的港口可以和世界各大港口通航。國內主要港口有馬布多、貝拉、南普拉和貴利曼納等。

## 文化

### 宗教
莫三比克以基督宗教為主要宗教，受葡萄牙影響仍以天主教為最大基督教教派，尤以獨立之後基督宗教人口及影響力更是大增。

### 教育
由于常年的内战，莫桑比克的教育体系曾受到严重破坏。该国主要的高等院校有愛德華多·蒙德拉納大學、马普托大学等。

### 文學
文学杂志《穆萨霍》的问世标志着莫桑比克文學在地化的兴起，其中，若泽·克拉韦利那被誉为“莫桑比克最伟大的诗人”。

## 外交
莫三比克在1975年6月25日與中華人民共和國建交至今，並未與中華民國建交。

## 外部連結
- 中华人民共和国驻莫桑比克共和国大使馆经济商务参赞处 （页面存档备份，存于）
- 《世界概况》上有关Mozambique的条目 （英文）
- 中的“莫桑比克” （英文）
- 维基导游上有關莫桑比克（葡萄牙文）的旅行指南
- 维基导游上有關莫桑比克（中文）的旅行指南
- 維基媒體的莫桑比克地圖集  （英文）